# Kate Allenby
Katherine Fiona Allenby, detta Kate (Londra, 16 marzo 1974), è un'ex pentatleta britannica.

## Palmarès
In carriera ha conseguito i seguenti risultati:
- Giochi olimpici:

Sydney 2000: bronzo nel pentathlon moderno individuale.
- Mondiali:

Mosca 1997: bronzo nel pentathlon moderno staffetta a squadre.
Città del Messico 1998: argento nel pentathlon moderno a squadre e bronzo staffetta a squadre.
Budapest 1999: argento nel pentathlon moderno a squadre.
Pesaro 2000: oro nel pentathlon moderno staffetta a squadre ed argento a squadre.
Millfield 2001: oro nel pentathlon moderno a squadre.
Pesaro 2003: oro nel pentathlon moderno a squadre e bronzo individuale.
Mosca 2004: oro nel pentathlon moderno a squadre ed argento individuale.
- Europei

Mosca 1997: oro nel pentathlon moderno individuale ed argento staffetta a squadre.
Tampere 1999: argento nel pentathlon moderno a squadre.
Székesfehérvár 2000: oro nel pentathlon moderno staffetta a squadre.
Usti nad Labem 2002: oro nel pentathlon moderno a squadre.